# From my Garden
「from my Garden」（フロム・マイ・ガーデン）は、荻野目洋子の38枚目のシングル。1997年11月21日にビクターエンタテインメントよりリリースされた。

## 解説
- プロデュースはMONDAY満ちる。
- ジャケット写真の撮影は、前作に続いて平間至が担当。この曲のPVでも平間が撮影した写真がコマ送りで流れるシーンが出てくる。
- テレビ番組でもTBS系『うたばん』等で歌唱された。TBS系『ザ・ベストテン今夜だけの豪華版'97』ではメドレーの中で歌唱された。(ダンシング・ヒーロー〜六本木純情派〜北風のキャロル〜from my Garden)

## 収録曲
1. from my Garden
  - 作詞：工藤順子 / 作曲・編曲：MONDAY満ちる
2. RAINBOW CHAMELEON
  - 作詞・作曲・編曲：MONDAY満ちる
3. from my Garden（Instrumental）